# M40無後座力炮

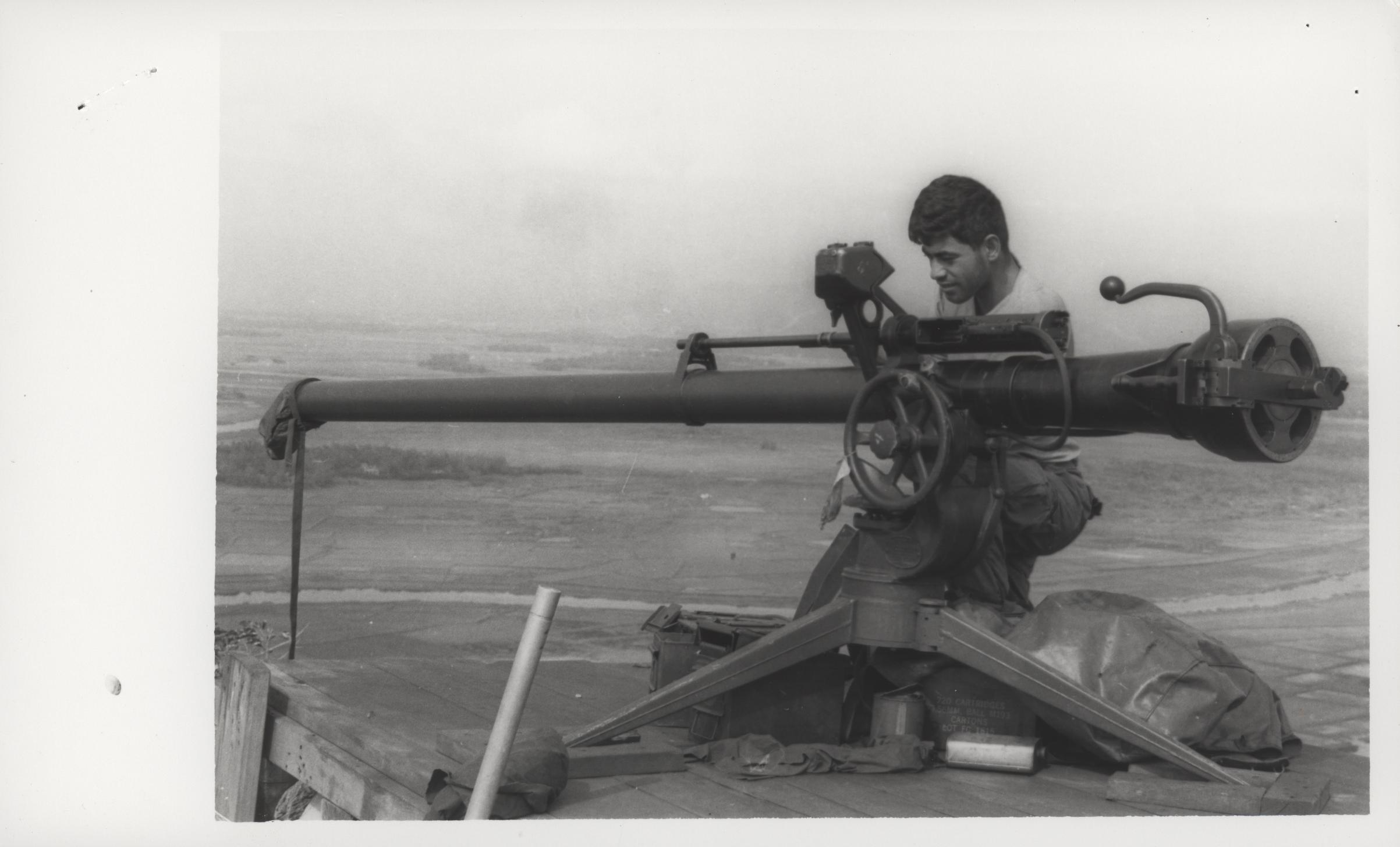
M40無後座力砲

M40無後座力砲（M40 recoilless rifle）是一款由美國沃特弗利特兵工廠研發的無後座力砲。該砲標註口徑爲106毫米，但實際口徑是105毫米，這是爲了便於區分M40的彈藥和口徑同爲105毫米的M27無後座力砲的彈藥（兩種無後座力砲彈藥不兼容）。M40的重量较輕（重約210公斤），易於步兵攜帶，也可以裝配在軍用載具上。

## 歷史
在M40無後座力砲研發前，美軍曾裝備過M27無後座力砲。但M27在實戰中的表現令人失望。1955年，美軍在M27的基礎上研發了M40無後座力砲。後來，BGM-71反坦克飛彈取代了M40無後座力砲的角色。但M40無後座力砲至今仍未退役，在利比亞內戰和敘利亞內戰中均有M40無後座力砲的服役記錄。

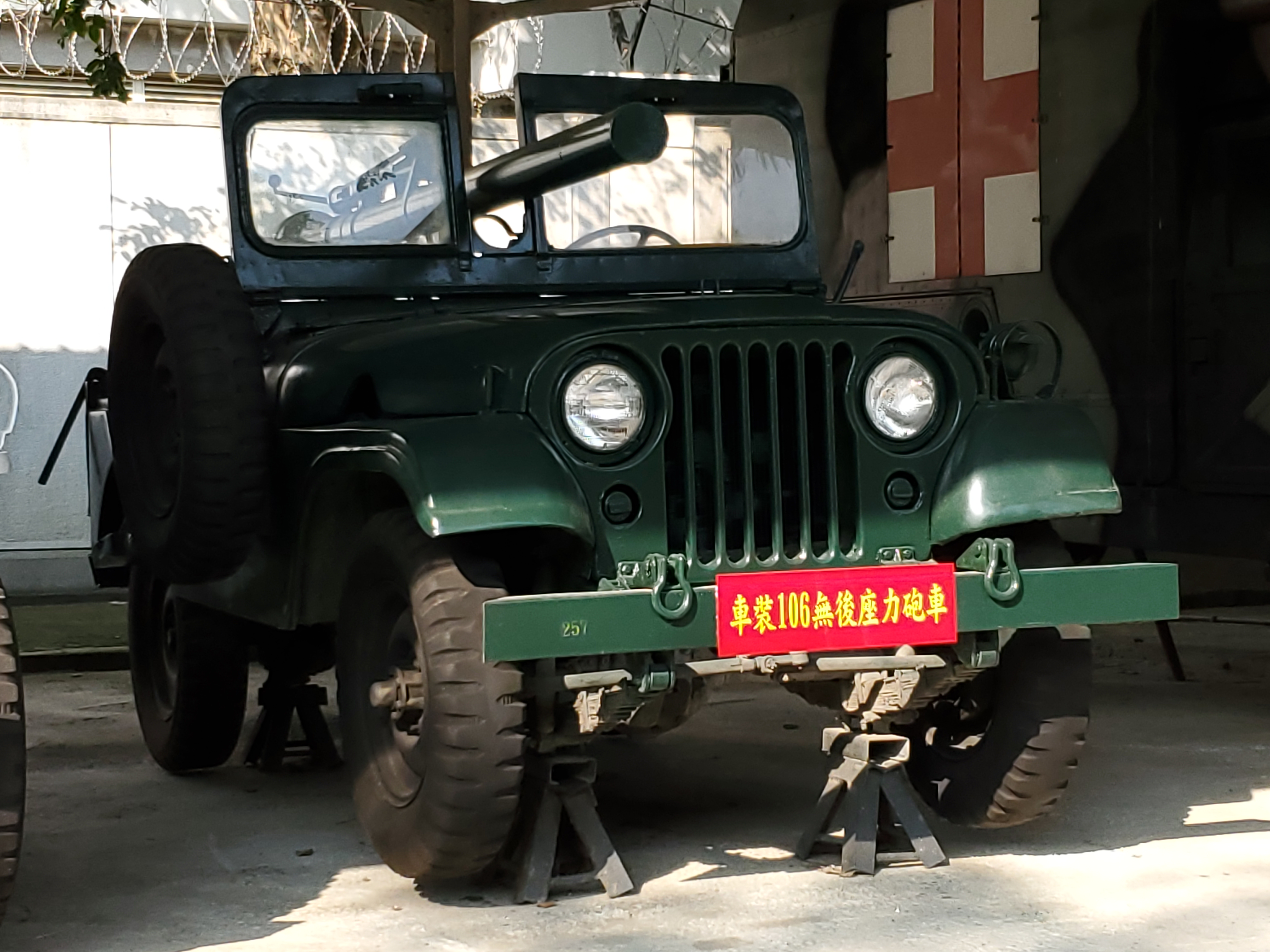
中華民國海軍陸戰隊搭載106公厘無後座力砲的M38A1C

## 性能
M40無後座力砲可以發射反戰車高爆彈（HEAT）、黏著榴彈（HEP-T）及蜂窩反人員彈，可以進行反人員和反裝甲作戰，美軍初期使用的破甲彈可以擊穿400毫米的裝甲，而後期由奧地利和瑞典開發的反戰車高爆彈可以擊穿超過700毫米的裝甲。